# Liste der Biografien/Vey
Liste der Biografien |
Portal Biografien |
Personensuche
# |
A |
B |
C |
D |
E |
F |
G |
H |
I |
J |
K |
L |
M |
N |
O |
P |
Q |
R |
S |
T |
U |
V |
W |
X |
Y |
Z |
?
 
Va |
Ve |
Vh |
Vi |
Vj |
Vl |
Vn |
Vo |
Vr |
Vs |
Vt |
Vu |
Vy
 
Vea |
Veb |
Vec |
Ved |
Vee |
Veg |
Veh |
Vei |
Vej |
Vek |
Vel |
Vem |
Ven |
Veo |
Veq |
Ver |
Ves |
Vet |
Veu |
Vev |
Vex |
Vey |
Vez
Die Liste der Biografien führt alle Personen auf, die in der deutschsprachigen Wikipedia einen Artikel haben. Dieses ist eine Teilliste mit 27 Einträgen von Personen, deren Namen mit den Buchstaben „Vey“ beginnt.

## Vey
- Vey, Anno (1934–2019), deutscher Politiker (CDU)
- Vey, Elfriede (1922–1997), deutsche Radrennfahrerin
- Vey, Hyazinth Ottmar (1877–1937), deutscher römisch-katholischer Ordensbruder und Märtyrer
- Vey, Linden (* 1991), kanadischer Eishockeyspieler

### Veyd
- Veyder von Malberg, Franz Karl (1775–1830), österreichischer Generalmajor
- Veyder, Johann Werner de (1657–1723), Weihbischof und Generalvikar in Köln
- Veyder-Malberg, Hans von (1886–1966), österreichischer Automobilpionier, Sportfahrer und Manager

### Veyh
- Veyhe, Torkil (* 1990), färöischer Radrennfahrer
- Veyhelmann, Joachim (* 1953), deutscher Politiker (CDU), MdL

### Veyn
- Veyne, Paul (1930–2022), französischer Althistoriker und Essayist

### Veyr
- Veyra, Jaime C. de (1873–1963), philippinischer Politiker
- Veyra, Sofia de (1876–1953), philippinische Frauenrechtlerin, Lehrerin und Schulgründerin
- Veyrac, Christine de (* 1959), französische Politikerin (UMP), MdEP
- Veyrat, Arno, französischer Lichtdesigner
- Veyrat, Jacques (* 1963), französischer Unternehmer
- Veyrat, Marc (* 1950), französischer Koch
- Veyre, Caroline (* 1988), kanadische Boxerin
- Veyre, Gabriel (1871–1936), französischer Filmschaffender des frühen Kinos
- Veyron, Martin (* 1950), französischer Comiczeichner
- Veyron, Pierre (1903–1970), französischer Automobilrennfahrer
- Veyron-Lacroix, Robert (1922–1991), französischer Cembalist und Pianist

### Veys
- Veysəlli, Fəxrəddin (* 1943), aserbaidschanischer Linguist
- Veysel (* 1984), deutscher Rapper und SchauspielerVeysel (* 1984)

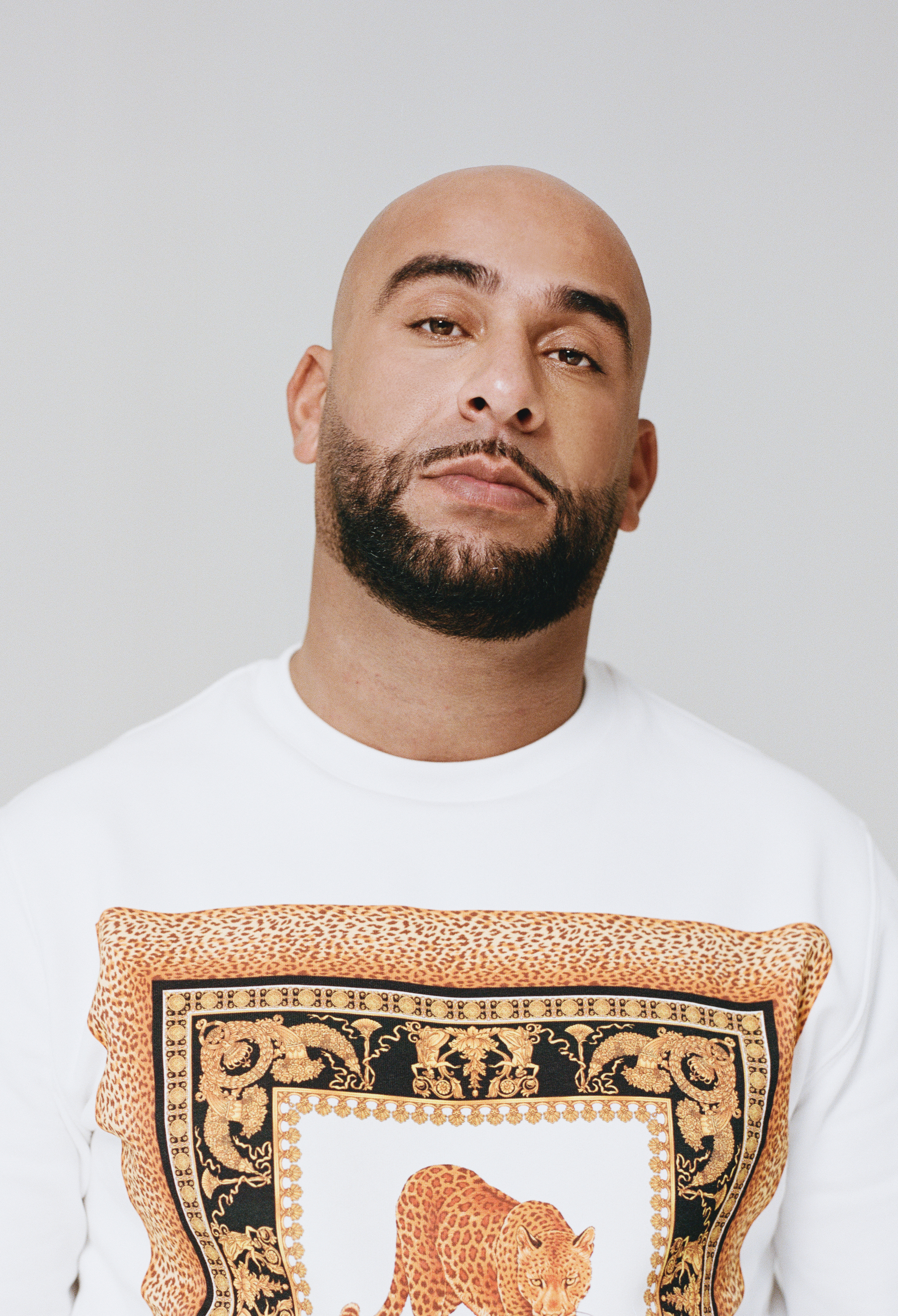
Veysel (* 1984)

- Veysel, Âşık (1894–1973), türkischer Dichter, Saz-Spieler
- Veysey, Victor (1915–2001), US-amerikanischer Politiker
- Veysset, Sandrine (* 1967), französische Filmregisseurin
- Veyssiere, Marjorie (* 1996), französische Leichtathletin